# Anton Karas
Anton Karas (7. července 1906, Vídeň – 9. ledna 1985, Vídeň) byl rakouský hráč na citeru a hudební skladatel.
Vyučil se nástrojařem a tuto profesi i vykonával, později ovšem získal i hudební vzdělání na Universität für Musik und darstellende Kunst Wien. K hudební slávě přišel náhle, když ho roku 1948 objevil britský režisér Carol Reed v jedné z vídeňských vináren (přesněji v tzv. heurigeru) a požádal ho, aby složil hudební motiv pro britský film Třetí muž (The Third Man), noirovou krimi podle scénáře Grahama Greena, která se odehrává v poválečné Vídni. Karas tak učinil a jeho hlavní hudební motiv The Harry Lime Theme se nejen proslavil, ale vydělal mu i značné prostředky, neboť se ho jen za rok 1949, kdy měl film premiéru, prodalo půl milionu nahrávek. Karas poté hojně koncertoval, jako skladatel se však stal jednou provždy „autorem jednoho hitu“. Roku 1954 si ve Vídni otevřel vlastní vinárnu, která pohostila řadu filmových celebrit.